# Liste der Regierungschefs von Uganda
Die Liste der Regierungschefs von Uganda umfasst alle Premierminister von Uganda seit dem 2. Juli 1961. Am 9. Oktober 1962 erhielt das Land seine Unabhängigkeit von Großbritannien.
| Name                 | Lebensdaten | Amtszeit                            |
| -------------------- | ----------- | ----------------------------------- |
| Benedicto Kiwanuka   | 1922–1972   | 2. Juli 1961 – 30. April 1962       |
| Milton Obote         | 1924–2005   | 30. April 1962 – 15. April 1966     |
| Otema Allimadi       | 1929–2001   | 1. August 1980 – 27. Juli 1985      |
| Paulo Muwanga        | 1924–1991   | 1. August 1985 – 25. August 1985    |
| Abraham Waligo       | 1928–2000   | 25. August 1985 – 26. Januar 1986   |
| Samson Kisekka       | 1912–1999   | 25. August 1985 – 22. Januar 1991   |
| George Cosmas Adyebo | 1947–2000   | 22. Januar 1991 – 18. November 1994 |
| Kintu Musoke         | * 1938      | 18. November 1994 – 5. April 1999   |
| Apolo Nsibambi       | 1940–2019   | 5. April 1999 – 24. Mai 2011        |
| Amama Mbabazi        | * 1949      | 24. Mai 2011 – 19. September 2014   |
| Ruhakana Rugunda     | * 1947      | 19. September 2014 – 14. Juni 2021  |
| Robinah Nabbanja     | * 1969      | seit 14. Juni 2021                  |